# Дзенькевич Людмила Олександрівна
Людмила Олександрівна Дзенькевич  (1916-1992) — радянська українська кінорежисерка.

## Життєпис
Народилася 25 грудня 1916 р. в м. Кореличі (Білорусь) в учительській родині.
Закінчила режисерський факультет Київського кіноінституту (1937).
Багато працювала в галузі дубляжу.
З 1946 р. — друга режисерка Київської кіностудії ім. О. П. Довженка.
Була членкинею Спілки кінематографістів УРСР.
Померла 30 жовтня 1992 р. в Києві.

## Фільмографія
Асистентка режисера у фільмах:
- «Кондуїт» (1935, Одеська кіностудія),
- «Петро Перший» (1937, Ленфільм),
- «Суворий юнак» (1937, Київська кіностудія),
- «Я — чорноморець!» (1944)
- «Блакитні дороги» (1947, ст. ас. реж.) тощо.

Друга режисерка:
- «Доля Марини» (1953),
- «Матрос Чижик» (1955)
- «Море кличе» (1955)
- «Квітка на камені» (1962, у співавт.) та ін.